# Graptodytes flavipes
Graptodytes flavipes là một loài bọ cánh cứng trong họ Bọ nước. Loài này được Olivier miêu tả khoa học năm 1795.

## Hình ảnh

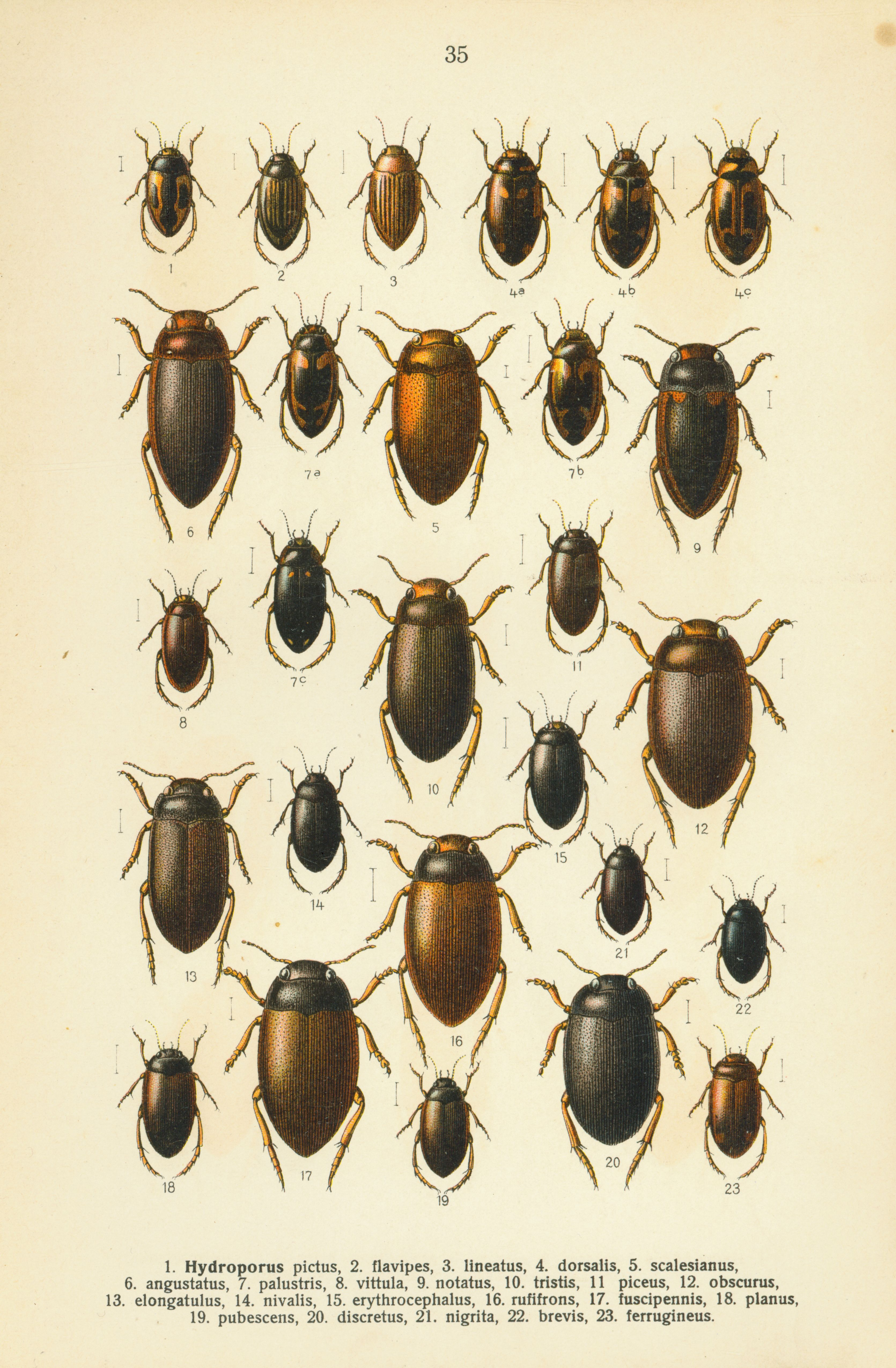